# Waldhaus Freiburg
Das Waldhaus Freiburg (Eigenschreibweise WaldHaus) ist eine Umweltbildungseinrichtung in Freiburg im Breisgau.

## Geschichte
Im Jahr 1970 wurde im Freiburger Mooswald die Mülldeponie Eichelbuck errichtet. Dafür wurden etwa 23 Hektar Wald gerodet. Im Landeswaldgesetz Baden-Württembergs ist festgehalten, dass Waldverluste ausgeglichen werden müssen. Aufforstungsflächen in dieser Größe waren aber nicht vorhanden. 2003 wurde entschieden, dass auch eine Umweltbildungseinrichtung als Ausgleich für den Waldverlust dienen kann. Dies ermöglichte 2005 die Gründung der Stiftung Waldhaus Freiburg. Die Ausgleichsabgabe reichte aber nicht aus, um den Bau des Hauses zu ermöglichen. Es konnten noch weitere Finanzquellen erschlossen werden, mit denen die Baukosten in Höhe von 1,5 Millionen Euro und die Betriebskosten getragen werden können. Nach einer Bauzeit von sieben Monaten wurde das Waldhaus am 10. Oktober 2008 eröffnet.

## Angebote
Das Waldhaus arbeitet als Bildungseinrichtung mit dem Ziel Menschen das Ökosystem Wald näher zu bringen und ein Bewusstsein für die nachhaltige Nutzung von Wäldern zu schaffen. Das Waldhaus richtet sich dabei an Kinder und Jugendliche, die interessierte Öffentlichkeit und Fachpublikum aus dem In- und Ausland.
Weiterhin führt das Waldhaus verschiedene Projekte in den Bereichen Waldpädagogik, Umweltbildung und Bildung für nachhaltige Entwicklung durch. In der Durchführung kooperiert das Waldhaus z. B. mit Naturschutzverbänden, entwicklungspolitischen Initiativen, kommunalen Ämtern, Forschungseinrichtungen und Forstbetrieben und -verwaltungen. Außerdem werden für die breite Öffentlichkeit Workshops, Kurse und Seminare aber auch kulturelle Veranstaltungen wie Konzerte oder Theateraufführungen durchgeführt.

## Architektur und Infrastruktur

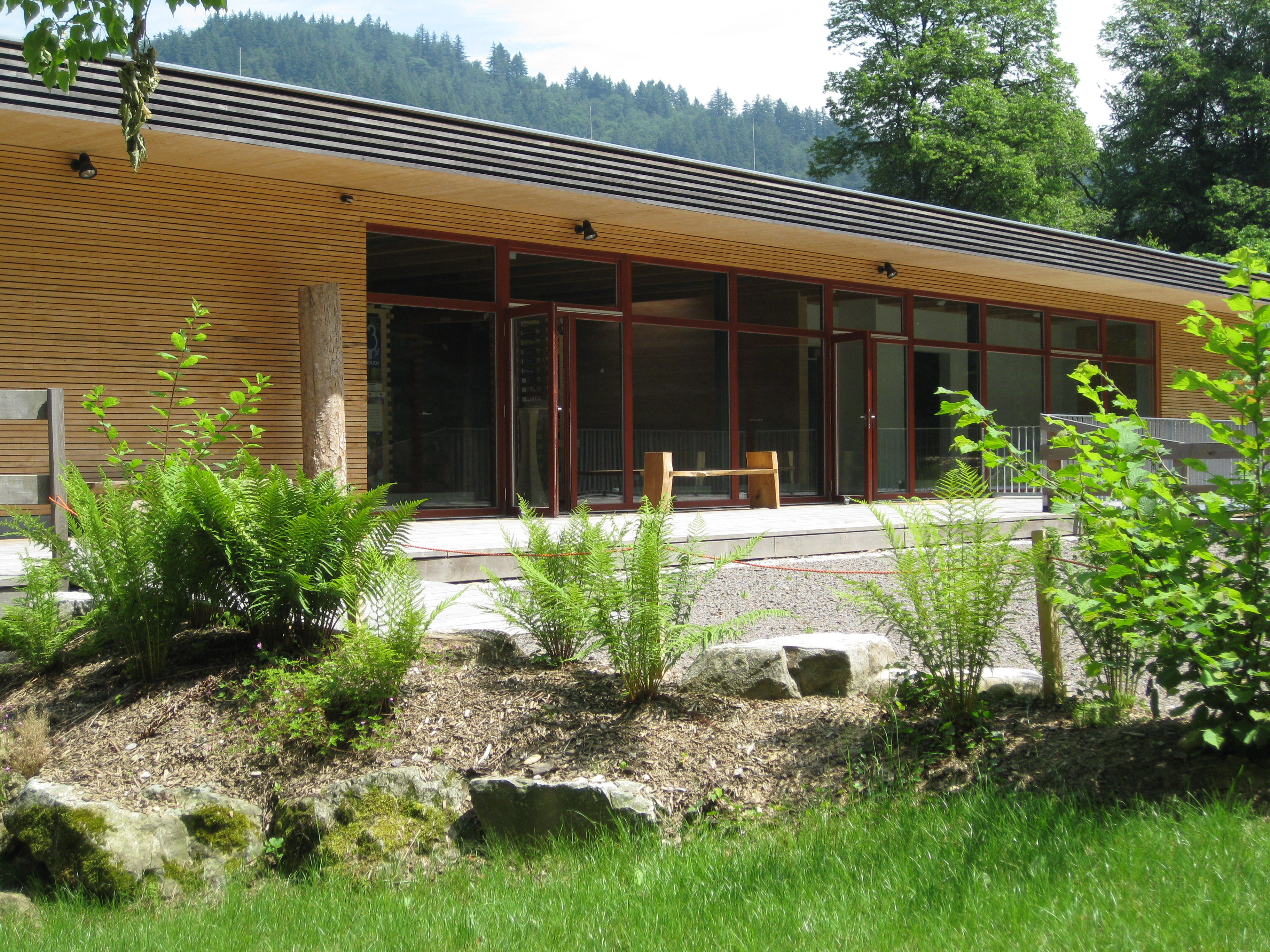
Die Rückseite des Gebäudes

Das moderne Holzgebäude und die Außenanlagen stehen für den Übergang von der Stadt in den Wald. Das Waldhaus ist in den Hang hineingebaut. Das Erdgeschoss, in dem sich der Eingang, das Foyer sowie Seminarräume befinden, öffnet sich mit einer breiten Glasfront zu den Günterstäler Wiesen und damit zur Stadt hin. Im Obergeschoss befindet sich die Ausstellungsebene und ein weiterer Seminarraum. Eine kleinere Glasfront ermöglicht den Blick in den angrenzenden Freiburger Stadtwald. Das Niedrigenergiehaus ist aus heimischen Hözern gebaut und mit einer Holzheizung ausgestattet, in der sowohl Scheitholz als auch Holzpellets verbrannt werden können.
Abgetrennt vom eigentlichen Waldhaus befindet sich die Holzwerkstatt. Diese ist ausgestattet wie eine Schreinerei und steht auch für Kurse zur Verfügung. Eine Besonderheit ist, dass hier hauptsächlich Grünholz verarbeitet wird.

## Themenpfade

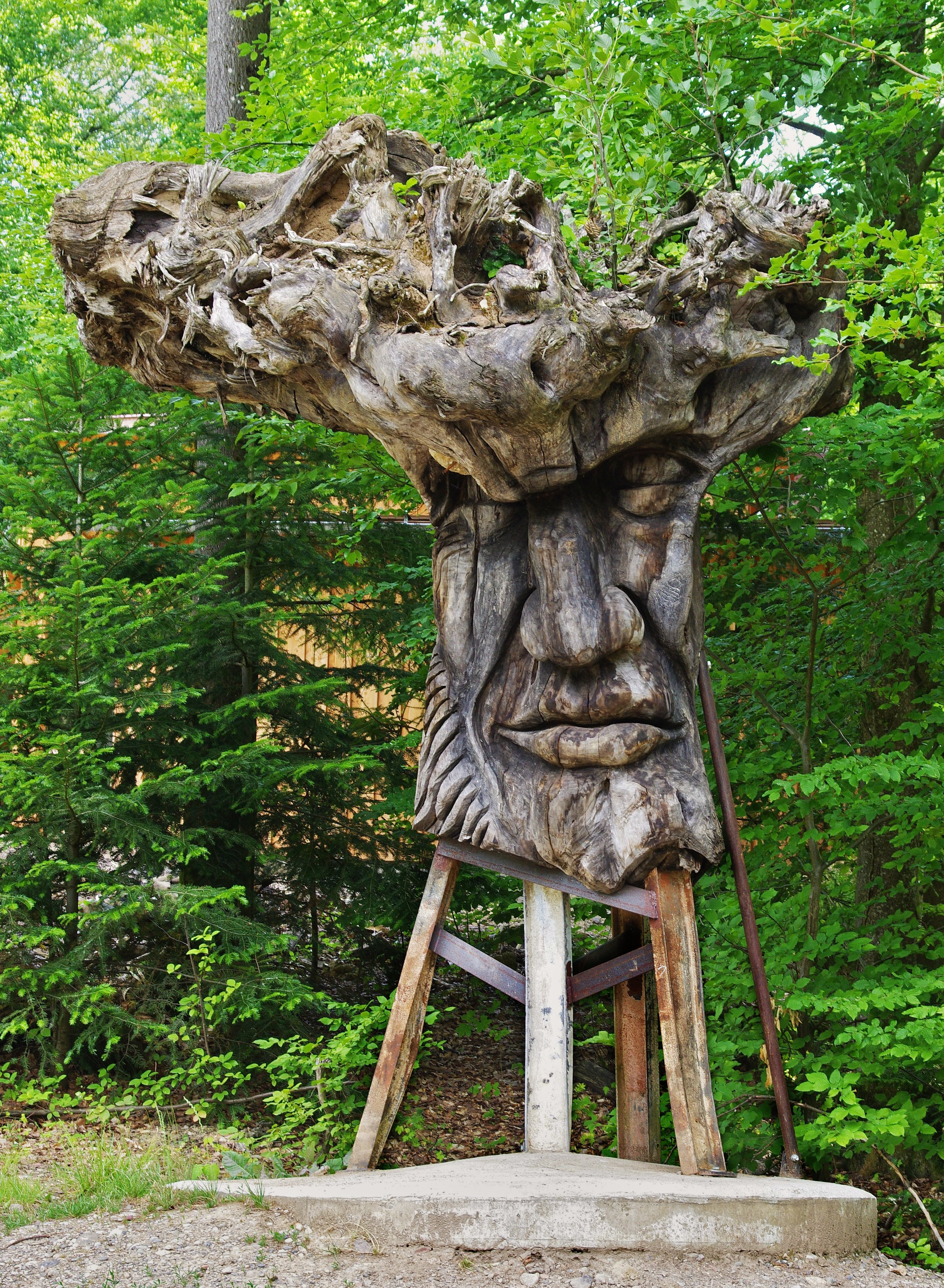
Der Wurzelkopf auf dem Waldemenschen-Skulpturenpfad

Im direkt angrenzenden Stadtwald befinden sich hinter dem Waldhaus verschiedene Themenpfade. Der Skulpturenpfad Waldmenschen besteht aus 18 Figuren bzw. Figurengruppen und wurde von Thomas Rees geschaffen. Im November 2014 wurde der Pilzlehrpfad Mycelium eröffnet, der auch von Thomas Rees gestaltet wurde. Dabei folgt man einem in den Boden eingelassenen Mycel durch den Wald zu zehn Stationen.